# Eurileone

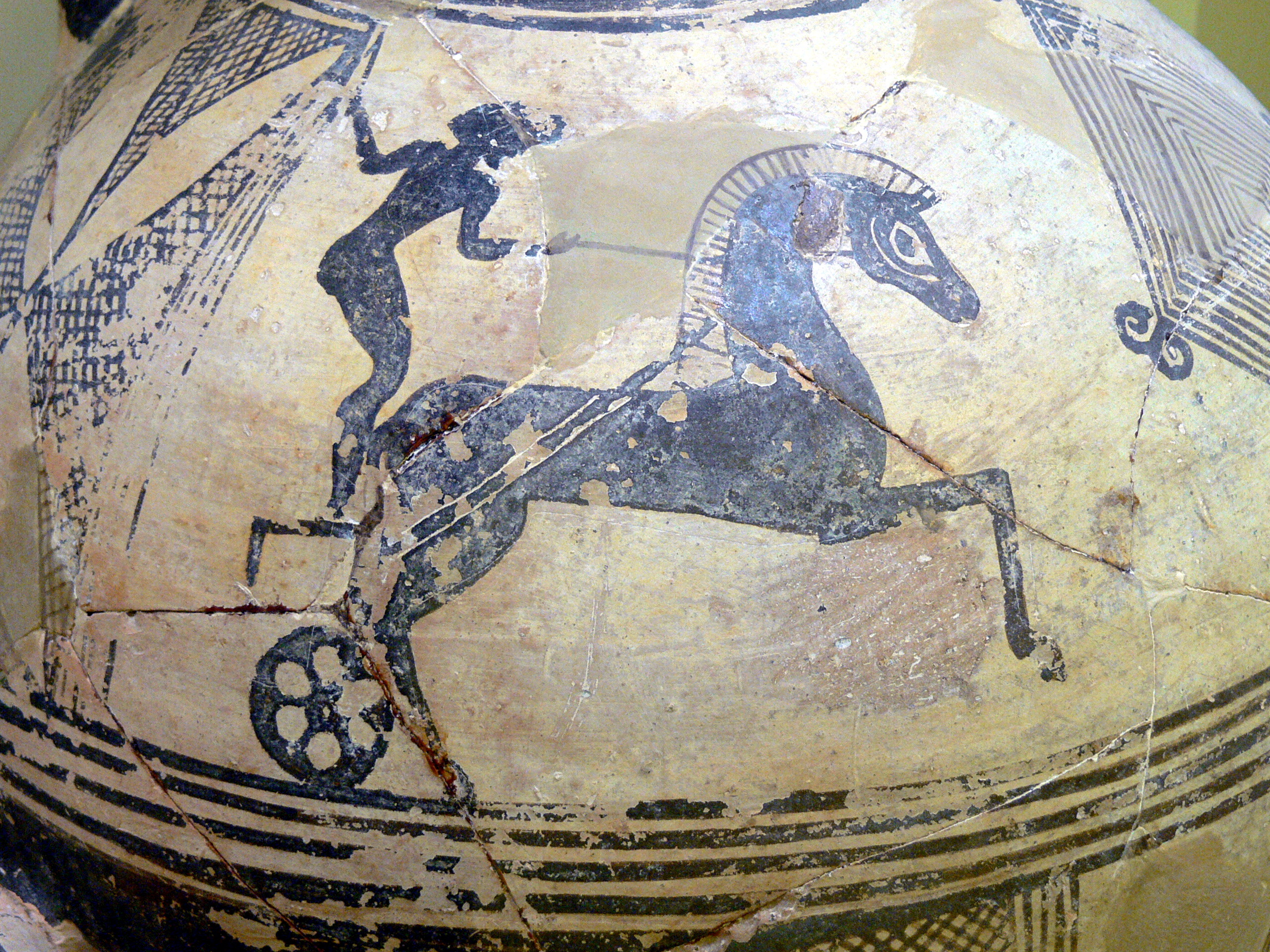
Representação de uma corrida de carruagens em uma hidria de argila.

Eurileone (em grego clássico: Ευρυλεωνίς) (Esparta, c. 370 a.C.) foi uma célebre cocheira olímpica.
Eurileone foi uma atleta de Esparta que venceu as duas corridas de bigas dos Jogos Olímpicos da Antiguidade em 368 a.C. Ela às vezes é referida como uma princesa, mulher rica e criadora de cavalos.
Eurileone foi a segunda estefanita feminina (portadora da coroa) na longa história olímpica. Vinte e quatro anos antes, sua predecessora, a princesa espartana Cinisca, havia vencido a corrida de quatro cavalos em 396 a.C. e novamente em 392 a.C., a primeira mulher a vencer nas Olimpíadas. É provável que essas mulheres fossem todas patrouchoi (em grego clássico: πατροῦχοι), ou filhas de um homem que não tinha herdeiros homens, o que explicaria o porquê podiam possuir tantas terras.

## Estátua de bronze
De acordo com o escritor de viagens grego Pausânias (c. 143–176 d.C.), uma estátua de Eurileone foi erguida em Esparta em c. 368 a.C. É uma das poucas estátuas de bronze que sobreviveu em qualquer parte do mundo grego e não há registros escritos de estátuas pessoais de vencedores atléticos ou militares em Esparta antes da estátua de Eurileone. Segundo os lacedemônios, a estátua de Eurileone estava localizada perto da Skenôma, ou tenda. Outro escritor também descreveu a estátua como estando perto de uma tenda, que foi sugerida ser a pequena construção mencionada por Tucídides como o lugar onde o rei Pausânias se refugiou. Também é dito que a estátua ficava no templo de Afrodite em Esparta.